# Фалько, Микеле
Микеле Фалько (итал. Michele Falco; 1688 год, Неаполь, Неаполитанское королевство — после 1732 года, там же) — итальянский композитор. Многие свои произведения подписывал анаграммой Мельфике Кола (итал. Melfiche Cola). Сочиняя оперы, экмпериментировал с использованием новых форм в рамках драматической комедии. Один из родоначальников жанра оперы-буффа.

## Биография
Микеле Фалько родился в Неаполе около 1688 года. Возможно, он был сиротой или незаконнорождённым ребёнком. С 1704 по 1712 год обучался музыке у Николы Фаго в консерватории Святого Онуфрия у Капуанских ворот в Неаполе. Ещё во время обучения в 1709 году дебютировал как оперный композитор оперой-буффа «Лолло, смотритель писсуаров» (неап. Lo Lollo pisciaportelle) по либретто, на неаполитанском диалекте, Николы Орильи. Его следующая опера-буффа «Мазилло» (неап. Lo Masillo) по либретто того же автора была написана в 1712 году в соавторстве с Николой Фаго. Премьеры обеих опер прошли на сценах частных театров.
8 марта 1712 года Микеле Фалько вступил в Конгрегацию дель Монте для музыкантов. В 1716 году был избран одним из руководителей конгрегации и назначен на место капельмейстера и органиста в церкви Святого Иеронима в Неаполе.
С 1717 года все его оперы ставились на сцене театра Фьорентини. Вероятно, он был знаком и дружен с братьями Алессандро, Франческо и Томмазо Скарлатти, особенно с последним.
1 октября 1719 года на день рождения Карло VI, короля Неаполя в большом зале королевского дворца была представлена его опера «Покинутая Армида» (неап. Armida abbandonata) по либретто Франческо Сильвани, главную партию в которой исполнила известная певица Марианна Бенти-Бульгарелли, по прозванию Романина.
В 1723 году композитор принял монашеский постриг и перестал сочинять для сцены. Последнее документированное упоминание о Микеле Фалько относится к 1732 году. В нём говорится, что он подал в отставку с поста руководителя конгрегации. Эту дату исследователи творчества композитора считают годом его смерти.

## Творческое наследие
Известно о 6 операх композитора, 1 интермеццо и 3 сочинениях церковной музыки. Ныне партитуры всех его произведений считаются утраченными, кроме оратории San Antonio. 